# La sultane de l'amour
La sultane de l’amour è un film del 1919 diretto da Charles Burguet e René le Somptier.
Il soggetto è tratto da un romanzo di Franz Toussaint. Ne esiste una versione del 1923 colorata a mano.

## Trama
La principessa Daoulah e il principe Mourad, conosciutisi e innamoratisi reciprocamente tempo prima, si sono persi di vista, poiché in quell’occasione erano entrambi in incognito, sotto le sembianze rispettivamente di una danzatrice e di un pescatore, e ora entrambi si struggono per l’occasione apparentemente perduta.
Il sultano Mahmoud, padre di Daoulah, preoccupato per le condizioni di prostrazione della figlia, consulta un indovino, che gli consiglia di dare in matrimonio la figlia, la quale è invece risoluta a non sposarsi con nessuno che non fosse il sedicente pescatore conosciuto tempo addietro.
Nel frattempo, il violento Malik, signore di un sultanato vicino, spalleggiato dal giullare Falkrach, manda tre suoi esploratori, fra i quali l’attaccabrighe Kadjar, alla ricerca di una qualche “meraviglia” che sia in grado di sollevarlo dalla funesta noia che lo attanaglia. I tre ritornano, offrendo a Malik, oltre ad un grosso diamante, un cannocchiale magico nel quale si può vedere ciò che si desidera, e soprattutto l’idea di conquistare la bella Daoulah (che Malik vede attraverso il cannocchiale).
Malik chiede al sultano Mahmud la mano della figlia Daoulah, ma, poiché è respinto, la fa rapire dal fedele Kadjar. Malik cerca invano, con le buone e con le cattive, di far sì che Daoulah si unisca a lui, e, dopo l’ennesimo rifiuto della principessa, la condanna a morte per annegamento.
Intanto il principe Mourad è partito alla ricerca della danzatrice/Daoulah, la rintraccia, e riesce, con un manipolo di valorosi, ad introdursi nel palazzo di Malik per liberarla, proprio mentre la condanna a morte sta per essere eseguita. Daoulah sarà invece salvata dal nano Fralkrach, che la consegnerà a Mourad in cambio di un bacio. Sorprendentemente il bacio rompe un maleficio e trasforma Fralkrach in un giovane nobile. 